# Canton de Chartres-Nord-Ouest
Le canton de Chartres-Nord-Ouest est un ancien canton français du département d'Eure-et-Loir ayant existé entre 1973 et 1982.

## Histoire
Ce canton est issu du redécoupage en 1973 du canton de Chartres-Nord en deux cantons : Chartres-Nord-Ouest et Chartres-Nord-Est,.
Le nouveau découpage de 1982 le supprime pour créer deux nouveaux cantons, le canton de Lucé et celui de Mainvilliers,.

## Représentation
| Période | Période | Identité         | Étiquette     | Qualité       |
| ------- | ------- | ---------------- | ------------- | ------------- |
| 1973    | 1982    | Edmond Desouches | Parti radical | Maire de Lucé |

Durant ce mandat, Edmond Desouches a été président du conseil général d'Eure-et-Loir de 1976 à 1979.

## Composition
Le canton de Chartres-Nord-Ouest regroupait huit communes.
| Communes             | Population (Modèle:Données/Canton de Chartres-Nord-Ouest/évolution population) | Code postal | Code Insee |
| -------------------- | ------------------------------------------------------------------------------ | ----------- | ---------- |
| Amilly               |                                                                                | 28300       | 28006      |
| Bailleau-l'Évêque    |                                                                                | 28300       | 28022      |
| Chartres             |                                                                                | 28000       | 28085      |
| Cintray              |                                                                                | 28300       | 28100      |
| Lèves                |                                                                                | 28300       | 28209      |
| Lucé                 |                                                                                | 28110       | 28218      |
| Mainvilliers         |                                                                                | 28300       | 28229      |
| Saint-Aubin-des-Bois |                                                                                | 28300       | 28325      |